# Věžky u Přerova
Věžky (deutsch Weschek) ist eine Gemeinde in Tschechien. Sie liegt sechs Kilometer südlich von Přerov und gehört zum Okres Přerov.

## Geographie
Věžky befindet sich am rechten Ufer des Baches Svodnice in der Obermährischen Senke (Hornomoravský úval). Im Nordosten verläuft die Bahnstrecke Přerov – Vyškov, die Bahnstation Věžky liegt einen halben Kilometer außerhalb des Dorfes. Östlich erstreckt sich das Waldgebiet Bochořský les. Gegen Norden liegt der Militärflugplatz Přerov-Bochoř.
Nachbarorte sind Bochoř im Norden, Lověšice, Záhatí und Horní Moštěnice im Nordosten, Dobrčice im Osten, Přestavlky, Stará Ves und Říkovice im Südosten, Vlkoš und Kanovsko im Süden, Záříčí und Včelínek im Südwesten, Plučisko und U Hraběcí lávky im Westen sowie Troubky, Zábečvisko und Včelíny im Nordwesten.

## Geschichte
Die erste schriftliche Erwähnung von Věžky erfolgte im Jahre 1349, als die Brüder Gunter (Vintíř) und Friedrich von Linau (Friduš z Linavy) zusammen mit ihrer Schwester Elisabeth (Alžběta) ihre Hälfte des Dorfes mit dem Hof und dem halben Wald sowie sämtliche weiteren Besitzungen in Bochoř, Běškovice und Podolí an ihre Enkel und Neffen überschrieben. Zu den nachfolgenden Besitzern gehörte Cyril von Kokory, der 1373 anderthalb Huben an die Eheleute Zbyněk und Kateřina von Kokory sowie eine halbe Hube an Mukař von Kokory verkaufte. 1381 überschrieb Friduš von Drahotuše seiner Frau Anna eine Morgengabe von 250 Scherf aus den Einnahmen von Věžky und Vlkoš. Im Jahre 1539 verkaufte Jan Kuna von Kunstadt das Gut im Namen seiner Schwestern Sybille und Magdalena an Veit von Dobrzicz (Vít z Dobrčic), der es an seine Herrschaft Dobrčice anschloss. Im Hufenregister von 1656 sind für Věžky 17 Wirtschaften ausgewiesen, von denen zwei infolge des Dreißigjährigen Krieges wüst lagen. Im Theresianischen Kataster von 1749 sind für das Dorf 235 Scheffel Felder, 12 Scheffel Weideland und knapp fünf Scheffel Gartenland aufgeführt. 1794 bestand das Dorf aus 26 Häusern und hatte 189 Einwohner. 1834 war Věžky auf 36 Häuser angewachsen, in denen 239 Personen lebten. Bis zur Mitte des 19. Jahrhunderts blieb das Dorf immer zu Dobrčice zugehörig.
Nach der Aufhebung der Patrimonialherrschaften bildete Vešky / Weschek ab 1850 eine Gemeinde in der Bezirkshauptmannschaft Kremsier. Seit 1880 gehört die Gemeinde zum Bezirk Prerau und führte damals den Namen Věžky. Ab 1890 fand der Ortsname Vežky Verwendung, der 1924 wieder durch die Namensform Věžky abgelöst wurde. Die Gemeinde bestand im Jahre 1900 aus 44 Häusern und hatte 327 tschechischsprachige Einwohner. Beim Zensus von 1921 lebten in Věžky 290 Tschechen und die Anzahl der Häuser war gegenüber 1900 um eines angewachsen. 1961 wurde Věžky nach Bochoř eingemeindet. 1980 lebten in den 73 Häusern des Dorfes 246 Personen, die Katastralfläche betrug 256 ha. Mit Wirkung vom 24. November 1990 bildet Věžky wieder eine eigene Gemeinde. Im Jahre 1997 wurde das Dorf bei einem Hochwasser der Svodnice überflutet und sieben Häuser zerstört.

## Wappen
Věžky führt ein Wappen und Banner. Die Sonne wurde dem Wappen der früheren Besitzerin Markéta von Sezemice entlehnt, die drei gekreuzten Morgensterne entstammen dem Wappen der Rzikowsky von Dobrzicz.

## Ortsgliederung
Für die Gemeinde Věžky sind keine Ortsteile ausgewiesen.

## Sehenswürdigkeiten
- Kapelle
- Steinernes Kreuz
- Bildstock am Feldweg südlich des Dorfes, geschaffen 1740